# 15.ª etapa do Giro d'Italia de 2017
A 15ª etapa do Giro d'Italia de 2017 teve lugar em 21 de maio de 2017 entre Valdengo e Bergame sobre um percurso de 199 km.

## Classificação da etapa
A classificação da etapa foi a seguinte:
| \| Classificação por etapas \| Classificação por etapas \| Classificação por etapas \| Classificação por etapas \| Classificação por etapas \| \| Ciclista \| Ciclista \| Equipe \| Tempo \| \| \| ------------------------ \| ------------------------ \| ------------------------ \| ------------------------ \| ------------------------ \| \| 1. \| Bob Jungels \| Quick-Step Floors \| 4h16m51s \| \| \| 2. \| Nairo Quintana \| Movistar Team \| + 0s \| \| \| 3. \| Thibaut Pinot \| FDJ \| + 0s \| \| \| 4. \| Adam Yates \| Orica-Scott \| + 0s \| \| \| 5. \| Domenico Pozzovivo \| AG2R La Mondiale \| + 0s \| \| \| 6. \| Patrick Konrad \| Bora-Hansgrohe \| + 0s \| \| \| 7. \| Vincenzo Nibali \| Bahrain-Merida \| + 0s \| \| \| 8. \| Tom Dumoulin \| Team Sunweb \| + 0s \| \| \| 9. \| Ilnur Zakarin \| Katusha-Alpecin \| + 0s \| \| \| 10. \| Bauke Mollema \| Trek-Segafredo \| + 0s \| \| |                    |                   |          |
| |                    |                   |          |
| Fonte: ProCyclingStats |                    |                   |          |
| Classificação por etapas |                    |                   |          |
| Ciclista | Ciclista           | Equipe            | Tempo    |
| 1. | Bob Jungels        | Quick-Step Floors | 4h16m51s |
| 2. | Nairo Quintana     | Movistar Team     | + 0s     |
| 3. | Thibaut Pinot      | FDJ               | + 0s     |
| 4. | Adam Yates         | Orica-Scott       | + 0s     |
| 5. | Domenico Pozzovivo | AG2R La Mondiale  | + 0s     |
| 6. | Patrick Konrad     | Bora-Hansgrohe    | + 0s     |
| 7. | Vincenzo Nibali    | Bahrain-Merida    | + 0s     |
| 8. | Tom Dumoulin       | Team Sunweb       | + 0s     |
| 9. | Ilnur Zakarin      | Katusha-Alpecin   | + 0s     |
| 10. | Bauke Mollema      | Trek-Segafredo    | + 0s     |

## Classificações ao final da etapa
A classificação geral depois de finalizar a etapa foi a seguinte:

### Classificação geral
| \| Classificação geral \| Classificação geral \| Classificação geral \| Classificação geral \| Classificação geral \| \| Ciclista \| Ciclista \| Equipe \| Tempo \| \| \| ------------------- \| ------------------- \| ------------------- \| ------------------- \| ------------------- \| \| 1. \| Tom Dumoulin \| Team Sunweb \| 63h48m08s \| \| \| 2. \| Nairo Quintana \| Movistar Team \| + 2m41s \| \| \| 3. \| Thibaut Pinot \| FDJ \| + 3m21s \| \| \| 4. \| Vincenzo Nibali \| Bahrain-Merida \| + 3m40s \| \| \| 5. \| Ilnur Zakarin \| Katusha-Alpecin \| + 4m24s \| \| \| 6. \| Bauke Mollema \| Trek-Segafredo \| + 4m32s \| \| \| 7. \| Domenico Pozzovivo \| AG2R La Mondiale \| + 4m59s \| \| \| 8. \| Bob Jungels \| Quick-Step Floors \| + 5m18s \| \| \| 9. \| Andrey Amador \| Movistar Team \| + 6m01s \| \| \| 10. \| Steven Kruijswijk \| LottoNL-Jumbo \| + 7m03s \| \| |                    |                   |           |
| |                    |                   |           |
| Fonte: ProCyclingStats |                    |                   |           |
| Classificação geral |                    |                   |           |
| Ciclista | Ciclista           | Equipe            | Tempo     |
| 1. | Tom Dumoulin       | Team Sunweb       | 63h48m08s |
| 2. | Nairo Quintana     | Movistar Team     | + 2m41s   |
| 3. | Thibaut Pinot      | FDJ               | + 3m21s   |
| 4. | Vincenzo Nibali    | Bahrain-Merida    | + 3m40s   |
| 5. | Ilnur Zakarin      | Katusha-Alpecin   | + 4m24s   |
| 6. | Bauke Mollema      | Trek-Segafredo    | + 4m32s   |
| 7. | Domenico Pozzovivo | AG2R La Mondiale  | + 4m59s   |
| 8. | Bob Jungels        | Quick-Step Floors | + 5m18s   |
| 9. | Andrey Amador      | Movistar Team     | + 6m01s   |
| 10. | Steven Kruijswijk  | LottoNL-Jumbo     | + 7m03s   |

### Classificação por pontos
| Classificação por pontos | Classificação por pontos | Classificação por pontos      | Classificação por pontos | Classificação por pontos |
| Ciclista                 | Ciclista                 | Equipe                        | Pontos                   |                          |
| ------------------------ | ------------------------ | ----------------------------- | ------------------------ | ------------------------ |
| 1.                       | Fernando Gaviria         | Quick-Step Floors             | 325 pts                  |                          |
| 2.                       | Jasper Stuyven           | Trek-Segafredo                | 192 pts                  |                          |
| 3.                       | Sam Bennett              | Bora-Hansgrohe                | 117 pts                  |                          |
| 4.                       | Lukas Pöstlberger        | Bora-Hansgrohe                | 98 pts                   |                          |
| 5.                       | Daniel Teklehaimanot     | Dimension Data                | 86 pts                   |                          |
| 6.                       | Kristian Sbaragli        | Dimension Data                | 76 pts                   |                          |
| 7.                       | Eugert Zhupa             | Wilier Triestina-Selle Italia | 70 pts                   |                          |
| 8.                       | Roberto Ferrari          | UAE Team Emirates             | 70 pts                   |                          |
| 9.                       | Silvan Dillier           | BMC Racing Team               | 68 pts                   |                          |
| 10.                      | Ryan Gibbons             | Dimension Data                | 68 pts                   |                          |

### Classificações por equipas

#### Classificação por tempo
| Classificação por equipes | Classificação por equipes | Classificação por equipes | Classificação por equipes |
| Equipe                    | Equipe                    | Tempo                     |                           |
| ------------------------- | ------------------------- | ------------------------- | ------------------------- |
| 1.                        | Movistar Team             | 191h44m22s                |                           |
| 2.                        | Astana                    | + 5m52s                   |                           |
| 3.                        | UAE Team Emirates         | + 20m19s                  |                           |
| 4.                        | Bahrain-Merida            | + 20m36s                  |                           |
| 5.                        | FDJ                       | + 23m08s                  |                           |
| 6.                        | AG2R La Mondiale          | + 25m16s                  |                           |
| 7.                        | Cannondale-Drapac         | + 27m59s                  |                           |
| 8.                        | Team Sunweb               | + 32m08s                  |                           |
| 9.                        | BMC Racing Team           | + 41m17s                  |                           |
| 10.                       | Sky                       | + 46m08s                  |                           |

#### Classificação por pontos
| Classificação por equipes | Classificação por equipes | Classificação por equipes | Classificação por equipes |
| Equipe                    | Equipe                    | Pontos                    |                           |
| ------------------------- | ------------------------- | ------------------------- | ------------------------- |
| 1.                        | Quick-Step Floors         | 449 pts                   |                           |
| 2.                        | Bora-Hansgrohe            | 289 pts                   |                           |
| 3.                        | UAE Team Emirates         | 267 pts                   |                           |
| 4.                        | Dimension Data            | 257 pts                   |                           |
| 5.                        | Trek-Segafredo            | 241 pts                   |                           |
| 6.                        | Team Sunweb               | 220 pts                   |                           |
| 7.                        | Movistar Team             | 189 pts                   |                           |
| 8.                        | Orica-Scott               | 181 pts                   |                           |
| 9.                        | Lotto-Soudal              | 158 pts                   |                           |
| 10.                       | Bahrain-Merida            | 148 pts                   |                           |